# Atlanta Falcons 2020
La stagione 2020 degli Atlanta Falcons è stata la 55ª della franchigia nella National Football League e la sesta con Dan Quinn come capo-allenatore. Per la prima volta dal 2003, i Falcons ebbero delle nuove uniformi, che furono presentate nell'aprile 2020. L'11 ottobre, dopo avere perso tutte le prime cinque partite, furono licenziati il capo-allenatore Dan Quinn e il general manager Thomas Dimitroff. La squadra terminò con il suo peggior record dal 2013, 4-12, e finì all'ultimo posto della division per la prima volta dal 2007.

## Scelte nel Draft 2020
| Scelte dei Falcons nel Draft 2020 |        |                     |       |              |
| Giro                              | Scelta | Giocatore           | Ruolo | College      |
| 1                                 | 16     | A.J. Terrell        | CB    | Clemson      |
| 2                                 | 47     | Marlon Davidson     | DE    | Auburn       |
| 3                                 | 78     | Matt Hennessy       | C     | Temple       |
| 4                                 | 119    | Mykal Walker        | ILB   | Fresno State |
| 4                                 | 134    | Jaylinn Hawkins     | S     | California   |
| 7                                 | 228    | Sterling Hofrichter | P     | Syracuse     |

## Staff
| Staff degli Atlanta Falcons nel 2020 |
| --- |
| Organi dirigenziali - Proprietario/Chairman - Arthur Blank - PresidentE/CEO – Rich McKay - General manager – Vacante - Direttore del personale professionistico – Shepley Heard - Direttore delle operazioni del football – Nick Polk - Direttore degli osservatori del college – Anthony Robinson - Direttore del personale dei giocatori – Steve Sabo - Vice presidente delle questioni dei giocatori – Kevin Winston - Osservatori nazionali – Ruston Webster, Phil Emery e Joel Collier Capo allenatore - Capo-allenatore - Raheem Morris - Assistente c.a./linebacker – Jeff Ulbrich Altri allenatori - Preparatore atletico – Jesse Ackerman - Assistente p.a. – Brandon Ireland Allenatori dell'attacco - Coordinatore offensivo – Dirk Koetter - Quarterback – Greg Knapp - Running back – Bernie Parmalee - Wide receiver – Dave Brock - Tight end – Ben Steele - Offensive line – Chris Morgan - Assistente offensive line – Bob Kronenberg - Assistente attacco – Danny Beyer Allenatori della difesa - Coordinatore difensivo – Raheem Morris - Defensive tackle – Jess Simpson - Defensive line/gioco sulle corse – Tosh Lupoi - Outside Linebacker – Aden Durde - Assistente senior/defensive back – Doug Mallory - Secondary/gioco sui passaggi difensivo – Joe Whitt Jr. - Safety – Chad Walker - Analista difesa – Bob Sutton - Assistente difesa – Lance Schulters Allenatori dello special team - Coordinatore dello special team: Ben Kotwica - Assistente special team – Mayur Chaudhari - Coordinatore gestione gioco – Will Harriger - Diversity coaching fellow – Nick Jones |

## Roster
| Roster degli Atlanta Falcons nel 2020 |
| --- |
| Quarterback - 2 Matt Ryan - 8 Matt Schaub Running Back - 21 Todd Gurley - 23 Brian Hill - 30 Qadree Ollison - 25 Ito Smith - 40 Keith Smith FB Wide Receiver - 13 Christian Blake - 83 Russell Gage - 11 Julio Jones - 15 Brandon Powell - 18 Calvin Ridley - 17 Olamide Zaccheaus Tight End - 87 Jaeden Graham - 81 Hayden Hurst - 88 Luke Stocker Offensive Linemen - 77 James Carpenter G - 61 Matt Hennessy G - 63 Chris Lindstrom G - 51 Alex Mack C - 70 Jake Matthews T - 65 Justin McCray C - 76 Kaleb McGary T - 72 Timon Parris T Defensive Linemen - 93 Allen Bailey DE - 50 John Cominsky DE - 90 Marlon Davidson DT - 56 Dante Fowler DE - 92 Charles Harris DE - 97 Grady Jarrett DT - 98 Takkarist McKinley DE - 55 Steven Means DE - 94 Deadrin Senat DT - 91 Jacob Tuioti-Mariner DT Linebacker - 45 Deion Jones MLB - 54 Foyesade Oluokun OLB - 59 LaRoy Reynolds MLB - 43 Mykal Walker MLB Defensive Back - 37 Ricardo Allen FS - 34 Darqueze Dennard CB - 32 Jaylinn Hawkins S - 27 Damontae Kazee FS - 22 Keanu Neal SS - 41 Sharrod Neasman SS - 26 Isaiah Oliver CB - 24 A.J. Terrell CB - 33 Blidi Wreh-Wilson CB Special Team - 47 Josh Harris LS - 4 Sterling Hofrichter P - 7 Younghoe Koo K Lista delle riserve - 28 Jordan Miller CB (Sospeso) Squadra di allenamento - 42 Delrick Abrams CB - 6 Kurt Benkert QB - 36 Deone Bucannon LB - 35 Jamal Carter S - 95 Austin Edwards DE - 12 Juwan Green WR - 44 Tyler Hall CB - 64 Sean Harlow OG - 29 Josh Hawkins CB - 16 Kyle Lauletta QB - 9 Cameron Nizialek P - 89 Jared Pinkney TE - 46 Edmond Robinson OLB - 14 Chris Rowland WR - 75 John Wetzel OG - 66 Willie Wright OT 53 attivi, 1 inattivi, 16 nella squadra di allenamento |
| Legenda - I rookie sono in corsivo. - Il primo ruolo è il principale mentre gli eventuali successivi indicano i ruoli secondari. - (IR) sta per Injured Reserve ed indica la lista ristretta per un solo giocatore infortunato che può tornare ad allenarsi dopo la settimana 6 e a rientrare in prima squadra dopo che questa ha giocato 8 partite. - (NF-Inj.) / (NF-Ill.) stanno rispettivamente per Non-Football Injured e Non-Football Illness ed indicano le liste dove viene inserito un giocatore che ha un infortunio o una malattia non dipendente dal football americano. - (PUP) sta per Physically Unable to Perform ed indica la lista dove viene inserito un giocatore mentre è in attesa di recuperare la condizione fisica. Nella stagione regolare dopo la sesta partita giocata dalla propria squadra, il giocatore ha tempo tre settimane per riprendere ad allenarsi, più tre settimane aggiuntive dal suo rientro agli allenamenti per rientrare in prima squadra. |

## Calendario

### Pre-stagione
Il calendario della fase pre-stagionale è stato annunciato il 7 maggio 2020. Tuttavia, il 27 luglio 2020, il commissioner della NFL Roger Goodell ha annunciato la cancellazione totale della pre-stagione, a causa della pandemia di Covid-19.

### Stagione regolare
| Stagione regolare |                    |                         |                    |                    |                         |                    |
| Turno             | Data               | Avversario              | Risultato          | Record             | Stadio                  | Sintesi            |
| 1                 | 13 settembre       | Seattle Seahawks        | S 25–38            | 0–1                | Mercedes-Benz Stadium   | Recap              |
| 2                 | 20 settembre       | at Dallas Cowboys       | S 39–40            | 0–2                | AT&T Stadium            | Recap              |
| 3                 | 27 settembre       | Chicago Bears           | S 26–30            | 0–3                | Mercedes-Benz Stadium   | Recap              |
| 4                 | 5 ottobre          | at Green Bay Packers    | S 16–30            | 0–4                | Lambeau Field           | Recap              |
| 5                 | 11 ottobre         | Carolina Panthers       | S 16–23            | 0–5                | Mercedes-Benz Stadium   | Recap              |
| 6                 | 18 ottobre         | at Minnesota Vikings    | V 40–23            | 1–5                | U.S. Bank Stadium       | Recap              |
| 7                 | 25 ottobre         | Detroit Lions           | S 22–23            | 1–6                | Mercedes-Benz Stadium   | Recap              |
| 8                 | 29 ottobre         | at Carolina Panthers    | V 25–17            | 2–6                | Bank of America Stadium | Recap              |
| 9                 | 8 novembre         | Denver Broncos          | V 34–27            | 3–6                | Mercedes-Benz Stadium   | Recap              |
| 10                | Settimana di pausa | Settimana di pausa      | Settimana di pausa | Settimana di pausa | Settimana di pausa      | Settimana di pausa |
| 11                | 22 novembre        | at New Orleans Saints   | S 9–24             | 3–7                | Mercedes-Benz Superdome | Recap              |
| 12                | 29 novembre        | Las Vegas Raiders       | V 43–6             | 4–7                | Mercedes-Benz Stadium   | Recap              |
| 13                | 6 dicembre         | New Orleans Saints      | S 16–21            | 4–8                | Mercedes-Benz Stadium   | Recap              |
| 14                | 13 dicembre        | at Los Angeles Chargers | S 17–20            | 4–9                | SoFi Stadium            | Recap              |
| 15                | 20 dicembre        | Tampa Bay Buccaneers    | S 27–31            | 4–10               | Mercedes-Benz Stadium   | Recap              |
| 16                | 27 dicembre        | at Kansas City Chiefs   | S 14–17            | 4–11               | Arrowhead Stadium       | Recap              |
| 17                | 3 gennaio          | at Tampa Bay Buccaneers | S 27–44            | 4–12               | Raymond James Stadium   | Recap              |

Nota: gli avversari della stessa division sono in grassetto.

## Premi

### Premi settimanali e mensili
- Todd Gurley:

running back della settimana 5
- Matt Ryan:

giocatore offensivo della NFC della settimana 6
- Foye Oluokun:

difensore della NFC della settimana 9
- Jacob Tuioti-Mariner:

difensore della NFC della settimana 12
- Younghoe Koo:

giocatore degli special team della NFC del mese di novembre